# Лијеж—Бастоњ—Лијеж
Лијеж—Бастоњ—Лијеж (фр. Liège-Bastogne-Liège или једноставније  ), обично називан Ла Дојен (фр. La Doyenne, досл. стара дама) је једнодневни бициклистички класик која се одржава у Валонији, Белгија и део је арденских класика. Обично је последњи од пролећних класика, одржава се крајем априла, од Лијежа до Бастоња и назад. Рута се креће кањонима река усечених у Ардене, а с обзиром на дужину од око 260 km и претежно брдски терен, сматра се доста захтевном и једном од најнапорнијих једнодневних бициклистичких трка. Највиши успони трке су Редут (фр. La Redoute) и Стоку (фр. Stockeu). На успону Стоку се налази и споменик најуспешнијем такмичару трке Едију Мерксу који је трку освојио пет пута, у периоду од 1969. до 1975. године. У сезони 2008. године, додат је нови успон хол. Roche-aux-Faucons који се налази у првом делу трке, тако да је и ритам трке донекле промењен. Циљ трке није увек у граду Лијеж, 1992. померен је у град Анс у провинцији Лијеж, док се победници већином одлучују на кратком, стрмом успону Сен Никола на 5 km од циља.
Класик је први пут одржан 1892. и најстарији је од пет монументалних класика. Најуспешнији возач је Еди Меркс са пет победа, док су Морено Арђентин и Алехандро Валверде остварили по четири победе. Трка је део UCI ворлд тура и закључна трка арденских класика, који укључују Флеш Валон и Амстел голд рејс. Трку организује Amaury Sport Organisation, која организује између осталих Тур де Франс и Париз—Рубе.
Године 2017. покренута је трка за жене и додата је у UCI ворлд тур за жене за сезону 2017. Прво издање трке освојила је Холандђанка Ана ван дер Бреген.

## Историја

### Спа—Бастоњ—Спа
Као и многи други класици, Лијеж—Бастоњ—Лијеж је организован од стране спортског листа (Експерс). С обзиром на то да је лист објављиван на француском, рута је увек остајала у јужном делу Белгије, где се говори француски језик.
Трка је првобитно организована за аматере, од Спа до Бастоња и назад, око 250 km Бицикли су у то време били скупи и бициклизам се сматрао ексклузивним спортом за богате. Прво издање трке стартовала су 33 возача, само је 17 завршило трку. Леон Хуа је победио након 10 сати и 48 минута, 22 минута испред Леона Луста и 44 минута испред трећеплсираног Луја Раскинета.
Хуа је победио опет наредне године, по истој рути, у дужини од 250 km, овога пута са разликом од пола сата испред Мишела Борисовског и 32 минута испред Шарла Колета. Године 1894. одржана је прва трка за професионалце у дужини од 223 km, Хуа је победио седам минута испред Луја Раскинета и 25 минута испред Ренеа Нуленса. Морис Гарен, који је касније постао први победника Тур де Франса, завршио је четврти. Након прва три издања, трка није организована наредних 14 година, након чега је повремено била отворена за аматере и полупрофесионалце.
Трка је поново покренута 1908. са стартом и финишем у Лијежу по први пут. Победио је Француз Андре Труселије. Године 1909. победник Ежен Шарлије је дисквалификован јер је мењао бицикл. Виктор Фастре је проглашен победником. Трка није одржавана током Првог светског рата, али је покренута опет 1919. Већином су трку освајали Белгијанци, али је почела да привлачи више возача из Фландрије. Алфонс Схеперс је освојио три пута.

## Списак победника
Победници Лијеж—Бастоњ—Лијежа:
- 2025.  Тадеј Погачар
- 2024.  Тадеј Погачар
- 2023.  Ремко Евенепул
- 2022.  Ремко Евенепул
- 2021.  Тадеј Погачар
- 2020.  Примож Роглич
- 2019.  Јакоб Фуглсанг
- 2018.  Боб Јунгелс
- 2017.  Алехандро Валверде
- 2016.  Ваут Пулс
- 2015.  Алехандро Валверде
- 2014.  Сајмон Геранс
- 2013.  Данијел Мартин
- 2012.  Максим Иглињски
- 2011.  Филип Жилбер
- 2010.  Александар Винокуров
- 2009.	 Анди Шлек
- 2008.	 Алехандро Валверде
- 2007.	 Данило ди Лука
- 2006.	 Алехандро Валверде
- 2005.	 Александар Винокуров
- 2004.	 Давиде Ребелин
- 2003.	 Тајлер Хамилтон
- 2002.	 Паоло Бетини
- 2001.	 Оскар Каменцин
- 2000.	 Паоло Бетини
- 1999.	 Франк Ванденбрук
- 1998.	 Микеле Бартоли
- 1997.	 Микеле Бартоли
- 1996.	 Паскал Ришар
- 1995.	 Мауро Ђанети
- 1994.	 Евгениј Берзин
- 1993.	 Ролф Серенсен
- 1992.	 Дирк де Волф
- 1991.	 Морено Арђентин
- 1990.	 Ерик ван Ланкер
- 1989.	 Шон Кели
- 1988.	 Адри ван дер Пул
- 1987.	 Морено Арђентин
- 1986.	 Морено Арђентин
- 1985.	 Морено Арђентин
- 1984.	 Шон Кели
- 1983.	 Стивен Рокс
- 1982.	 Силвано Контини
- 1981.	 Јозеф Фухс
- 1980.	 Бернар Ино
- 1979.	 Дитрих Турау
- 1978.	 Јозеф Бројере
- 1977.	 Бернар Ино
- 1976.	 Јозеф Бројере
- 1975.	 Еди Меркс
- 1974.	 Жорж Пинтан
- 1973.	 Еди Меркс
- 1972.	 Еди Меркс
- 1971.	 Еди Меркс
- 1970.	 Рогер де Фламинк
- 1969.	 Еди Меркс
- 1968.	 Валер ван Свевелт
- 1967.	 Валтер Годефрот
- 1966.	 Жак Анкетил
- 1965.	 Кармине Прециози
- 1964.	 Вили Боклант
- 1963.	 Франс Мелкенбек
- 1962.	 Јеф Планкарт
- 1961.	 Рик ван Лој
- 1960.	 Албертус Гелдерманс
- 1959.	 Фред де Бројне
- 1958.	 Фред де Бројне
- 1957.	 Гермајн Дерајке  /  Франс Схаубен[н 1]
- 1956.	 Фред де Бројне
- 1955.	 Стан Окерс
- 1954.	 Марсел Ернз
- 1953.	 Алос де Хертог
- 1952.	 Фердинанд Киблер
- 1951.	 Фердинанд Киблер
- 1950.	 Проспер Депредом
- 1949.	 Камил Данкијом
- 1948.	 Морис Молен
- 1947.	 Рихард Депортер
- 1946.	 Проспер Депредом
- 1945.	 Јан Енгелс
- 1944. Други светски рат
- 1943.	 Рихард Депортер
- 1940—1942. Други светски рат
- 1939.	 Алберт Ритсерфелт
- 1938.	 Алфонс Делор
- 1937.	 Елои Меленбер
- 1936.	 Алберт Бекарт
- 1935.	 Алфонс Схеперс
- 1934.	 Тео Харкенрат
- 1933.	 Франсоа Гардје
- 1932.	 Марсел Ују
- 1931.	 Алфонс Схеперс
- 1930.	 Херман Бузе
- 1929.	 Алфонс Схеперс
- 1928.	 Ернест Мотар
- 1927.	 Морис Рас
- 1926.	 Диједон Смет
- 1925.	 Жорж Ронс
- 1924.	 Рене Фермандел
- 1923.	 Рене Фермандел
- 1922.	 Луј Мотја
- 1921.	 Луј Мотја
- 1920.	 Леон Сјер
- 1919.	 Леон Девос
- 1914—1918. Први светски рат
- 1913.	 Морис Мориц
- 1912.	 Омер Версхор
- 1911.	 Жозеф ван Дале
- 1910. Трка није одржана
- 1909.	 Виктор Фастре
- 1908.	 Андре Труселије
- 1895—1907. Трка није одржавана
- 1894.	 Леон Хуа
- 1893.	 Леон Хуа
- 1892.	 Леон Хуа

### Вишеструки победници
| Позиција | Возач                | Број победа | Године                       |
| -------- | -------------------- | ----------- | ---------------------------- |
| 1.       | Еди Меркс            | 5           | 1969, 1971, 1972, 1973, 1975 |
| 2.       | Морено Арђентин      | 4           | 1985, 1986, 1987, 1991       |
| 2.       | Алехандро Валверде   | 4           | 2006, 2008, 2015, 2017       |
| 4        | Леон Хуа             | 3           | 1892, 1893, 1894             |
| 4        | Алфонс Схеперс       | 3           | 1929, 1931, 1935             |
| 4        | Фред де Бројне       | 3           | 1956, 1958, 1959             |
| 4        | Тадеј Погачар        | 3           | 2021, 2024, 2025             |
| 8        | Луј Мотја            | 2           | 1921, 1922                   |
| 8        | Рене Фермандел       | 2           | 1923, 1924                   |
| 8        | Рихард Депортер      | 2           | 1943, 1947                   |
| 8        | Проспер Депредом     | 2           | 1946, 1950                   |
| 8        | Фердинанд Киблер     | 2           | 1951, 1952                   |
| 8        | Јозеф Бројере        | 2           | 1976, 1978                   |
| 8        | Бернар Ино           | 2           | 1977, 1980                   |
| 8        | Шон Кели             | 2           | 1984, 1989                   |
| 8        | Микеле Бартоли       | 2           | 1997, 1998                   |
| 8        | Паоло Бетини         | 2           | 2000, 2002                   |
| 8        | Александар Винокуров | 2           | 2005, 2010                   |
| 8        | Ремко Евенепул       | 2           | 2022, 2023                   |

### Победе по државама
| Позиција | Држава                    | Број победа |
| -------- | ------------------------- | ----------- |
| 1.       | Белгија                   | 61          |
| 2.       | Италија                   | 12          |
| 3.       | Швајцарска                | 6           |
| 4.       | Француска                 | 5           |
| 5.       | Холандија                 | 4           |
| 5.       | Шпанија                   | 4           |
| 5.       | Словенија                 | 4           |
| 7.       | Ирска                     | 3           |
| 7.       | Казахстан                 | 3           |
| 7.       | Луксембург                | 3           |
| 10.      | Немачка                   | 2           |
| 10.      | Данска                    | 2           |
| 11.      | Аустралија                | 1           |
| 11.      | Русија                    | 1           |
| 11.      | Сједињене Америчке Државе | 1           |